# Xã Linton, Quận Coshocton, Ohio
Xã Linton (tiếng Anh: Linton Township) là một xã thuộc quận Coshocton, tiểu bang Ohio, Hoa Kỳ. Năm 2010, dân số của xã này là 646 người.